# Pozzallo

Ubicació de Pozzallo dins la província

Pozzallo (sicilià Puzzaddu) és un municipi italià, dins de la província de Ragusa. L'any 2008 tenia 18.908 habitants. Limita amb els municipis de Modica i Ispica.

## Administració
| Període   | Identitat         | Partit        |
| --------- | ----------------- | ------------- |
| 2007-2012 | Giuseppe Sulsenti | Llista cívica |
| 2012-     | Luigi Ammatuna    | Llista cívica |